# Soft (singel)
Soft – singiel nagrany wspólnie przez grupę Video oraz Annę Wyszkoni, wydany w 2008 roku. Autorem muzyki do utworu jest Tomasz Lubert. Przebój ubiegał się o statuetkę Bursztynowego Słowika na Konkursie Sopot Festival 2008, ostatecznie zajął jednak drugie miejsce w półfinale.
Do piosenki nakręcono teledysk.

## Notowania
| Lista                       | Pozycja |
| --------------------------- | ------- |
| POPLista RMF FM             | 2       |
| Szczecińska Lista Przebojów | 7       |
| Wietrzne Radio              | 2       |
| Codzienna Lista Przebojów   | 1       |